# 南悳祐
南 悳祐（ナム・ドグ、なん とくゆう、朝鮮語: 남덕우、1924年10月10日 - 2013年5月18日）は、大韓民国の政治家、経済学者。本貫は宜寧南氏。

## 生涯
1924年に京畿道で誕生。国民大学校政治学科を卒業。
西江大学校教授を務めていた時、朴正煕大統領に招聘されて閣僚となり、財務部長官（1969年-1974年）、副総理兼経済企画院長官（1974年-1978年）を歴任。韓国の年間輸出額100億ドル達成（1977年）、1人当たり国内総生産1000ドル達成、米生産量4000万石達成に貢献した。また朴正熙大統領の輸出ドライブ政策を推進した。
1980年から1982年までは国務総理を務め、その後は韓日協力委員会会長を務めた。2009年5月には、皇居で旭日大綬章を授与。
2013年5月18日死去。88歳没。